# Эспрессо мартини
«Эспре́ссо марти́ни» (англ. Espresso Martini) — коктейль на основе водки, кофейного ликёра, кофе эспрессо и сахарного сиропа. Классифицируется как дижестив (десертный). Входит в число официальных коктейлей Международной ассоциации барменов (IBA), категория «Напитки новой эры» (англ. New Era Drinks).

## Рецепт и ингредиенты
Состав:
- водка — 50 мл
- кофейный ликёр — 10 мл
- кофе эспрессо холодный — 1 порция (30 мл)
- сахарный сироп — по вкусу и предпочтению гостя.

Метод приготовления: шейк & стрейн. Ингредиенты (компоненты) перемешивают в смесительном стакане (шейкере), взбивают, после чего отцеживают и отфильтровывают в коктейльный бокал или бокал Мартини.